# Eddie Kendricks
Eddie Kendricks (* 17. Dezember 1939 als Edward James Kendrick in Montgomery, Alabama; † 5. Oktober 1992 in Birmingham, Alabama) war ein US-amerikanischer Soulsänger, der fast zwei Jahrzehnte die Erfolgsgeschichte der Plattenfirma Motown mitgestaltete. Er wurde zunächst als Leadsänger und Gründungsmitglied der Temptations international bekannt. Nachdem er die Gruppe Anfang 1971 verlassen hatte, startete er eine erfolgreiche Solo-Karriere, die in dem US-Nummer-eins-Hit Keep On Truckin’ ihren Höhepunkt fand. Er war das einzige Mitglied der Temptations, dem das gelang. Das Standardwerk Top R&B Singles 1942-1995 von Joel Whitburn listet ihn auf Platz 25 der erfolgreichsten Künstler der 1970er Jahre.

## Leben
Die Karriere des afroamerikanischen Soulsängers Eddie Kendricks begann zunächst in den späten 1950er Jahren bei dem Gesangstrio The Primes, ehe er 1960 mit seinem Freund Paul Williams zusammen zu den Temptations stieß. 1962 erhielt die Gruppe einen Plattenvertrag beim legendären Motown-Label. Eddie Kendricks sanfte, glockenhelle Falsettstimme prägte die ersten Hits der Temptations wie The Way You Do The Things You Do, I’ll Be In Trouble, The Girls Is Alright With Me und Girl (Why You Wanna Make Me Blue). Doch durch den Erfolg von My Girl wurde er zunehmend von David Ruffin als Leadsänger in den Hintergrund gedrängt.
1971 verließ Kendricks die Temptations, um eine Karriere als Solist zu starten. Just My Imagination (Running Away with Me) war der letzte Hit der Temptations, bei dem seine Stimme zu hören war. Seine erste Solo LP war All by Myself. Mit Keep On Truckin’, der ersten Single-Auskopplung aus seinem nächsten Solo-Album Eddie Kendricks glückte ihm 1973 ein Nr. 1-Hit in den US-Charts. Ein Jahr später konnte er diesen Erfolg mit der Tanznummer Boogie Down aus der gleichnamigen LP wiederholen. Sie erreichte Platz zwei der US-Charts. Beide Hits waren auch Platz eins in den amerikanischen R&B-Charts, wo Kendricks mit Shoeshine Boy 1975 ein weiterer Spitzenreiter gelang. He’s A Friend verpasste die Spitze 1976 nur knapp und war gleichzeitig auch sein letzter Top-40-Hit in den Hot 100 von Billboard.
Danach flaute das Interesse an der Musik der ehemaligen Temptations-Stimme, trotz weiterer gelungener Solo-Alben, ab. Auch seine Hinwendung zur seinerzeit ungemein erfolgreichen Disco-Musik auf den Alben He’s a Friend (1975) und Goin’ up in Smoke (1976) konnte die Abwärtsspirale nicht aufhalten, obwohl diese Werke gute Platzierungen in den Disco-Charts erreichten.

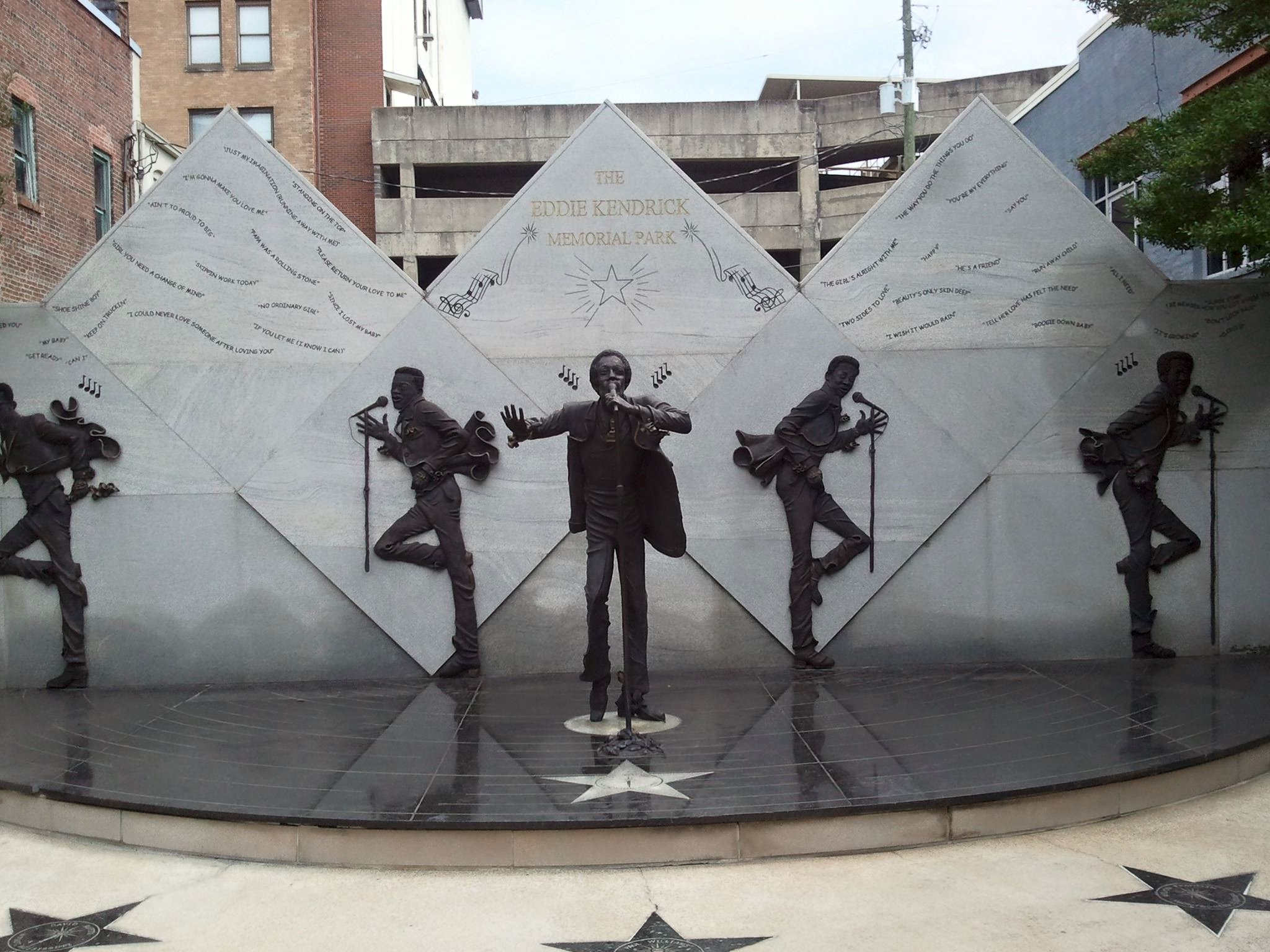
Eddie Kendricks Memorial Park

Nach wenig erfolgreichen Alben für Arista und Atlantic stieg Kendricks 1982 kurzzeitig wieder bei den Temptations für eine Reunion-Tour und -LP ein. Auch David Ruffin war wieder mit von der Partie. Drei Jahre später sangen beide als Stargäste bei einem Konzert des stark vom Soul beeinflussten US-Popduos Hall & Oates. Dies ermöglichte sowohl Kendricks als auch Ruffin ein gewisses Comeback, denn der danach veröffentlichte Live-Mitschnitt erhielt eine Gold-Auszeichnung in den USA. 1987 nahmen Ruffin und Kendricks als Duo schließlich die LP Ruffin & Kendrick auf. Hierfür hatte Kendricks das „S“ seines Nachnamens gestrichen und wieder seinen Geburtsnamen angenommen. Mit I Couldn’t Believe It und One More for the Lonely Hearts Club gelangen Ruffin und Kendricks noch einmal zwei kleinere Erfolge in den R&B-Charts. Es sollten die Letzten bleiben.
1989 wurde Kendricks als Gründungsmitglied der Temptations in die Rock and Roll Hall of Fame aufgenommen.
Im Juni 1991 wurde Kendricks nach der Beerdigung von David Ruffin, bei der er auch als Sargträger teilnahm, verhaftet und wegen Nichtzahlung von Kindesunterhalt angeklagt. Er wurde zunächst gegen eine Kaution von 10.000 US-Dollar festgehalten. Kendricks und seine ehemalige Frau Patricia ließen sich 1975 in Detroit scheiden. Er wurde angewiesen, ihr 25.000 US-Dollar plus Unterhaltszahlungen für den gemeinsamen Sohn zu leisten. Im Jahr 1982 zahlte er ihr 5.000 US-Dollar, nachdem ein Richter ihn zu 60 Tagen Gefängnis verurteilt hatte, wenn er nicht zahlt.
Kendricks starb am 5. Oktober 1992 im Alter von 52 Jahren an Lungenkrebs. Er selbst führte seine Erkrankung auf seinen rund 30-jährigen Zigarettenkonsum zurück. Bobby Womack organisierte wenig später eine Serie von Tribut-Konzerten zum Gedenken an Kendricks, bei denen er von Künstlern wie Chaka Khan, Bill Withers, Freda und Scherrie Payne sowie Mary Wilson unterstützt wurde.
1999 wurde in Birmingham, unweit der Alabama Jazz Hall of Fame, der Eddie Kendricks Memorial Park eröffnet. Herzstück des Parks sind die Bronzeskulpturen von Kendrick und den Temptations, mit Inschriften ihrer Hits zusammen mit Lautsprechern, die Musik der Gruppe spielen.

## Diskografie

### Alben
| Jahr | Titel Musiklabel        | Höchstplatzierung, Gesamtwochen, AuszeichnungChartplatzierungen (Jahr, Titel, Musiklabel, Platzierungen, Wochen, Auszeichnungen, Anmerkungen) | Höchstplatzierung, Gesamtwochen, AuszeichnungChartplatzierungen (Jahr, Titel, Musiklabel, Platzierungen, Wochen, Auszeichnungen, Anmerkungen) | Anmerkungen                       |
| Jahr | Titel Musiklabel        | US | R&B | Anmerkungen                       |
| ---- | ----------------------- | --- | --- | --------------------------------- |
| 1971 | All By Myself Tamla     | US80 (32 Wo.)US | R&B6 (44 Wo.)R&B |                                   |
| 1972 | People... Hold On Tamla | US131 (14 Wo.)US | R&B13 (26 Wo.)R&B |                                   |
| 1973 | Eddie Kendricks Tamla   | US18 (40 Wo.)US | R&B5 (26 Wo.)R&B |                                   |
| 1974 | Boogie Down Tamla       | US30 (17 Wo.)US | R&B1 (16 Wo.)R&B |                                   |
| 1974 | For You Tamla           | US108 (14 Wo.)US | R&B8 (28 Wo.)R&B |                                   |
| 1975 | The Hit Man Tamla       | US63 (25 Wo.)US | R&B9 (12 Wo.)R&B |                                   |
| 1976 | He’s A Friend Tamla     | US38 (19 Wo.)US | R&B3 (18 Wo.)R&B |                                   |
| 1976 | Goin’ Up In Smoke Tamla | US144 (7 Wo.)US | R&B22 (7 Wo.)R&B |                                   |
| 1977 | Slick Tamla             | — | R&B47 (13 Wo.)R&B |                                   |
| 1978 | At His Best Arista      | — | R&B48 (8 Wo.)R&B |                                   |
| 1978 | Vintage ’78 Arista      | US180 (3 Wo.)US | R&B33 (21 Wo.)R&B |                                   |
| 1979 | Something More Arista   | — | R&B69 (4 Wo.)R&B |                                   |
| 1981 | Love Keys Atlantic      | — | R&B62 (3 Wo.)R&B |                                   |
| 1985 | Live at the Apollo RCA  | US21 (18 Wo.)US | R&B41 (12 Wo.)R&B | mit David Ruffin und Hall & Oates |
| 1987 | Ruffin & Kendrick RCA   | — | R&B60 (5 Wo.)R&B | mit David Ruffin                  |

Weitere Alben
- 1983: I’ve Got My Eyes on You (Ms. Dixie)

### Singles
| Jahr | Titel Album                                                | Höchstplatzierung, Gesamtwochen, AuszeichnungChartplatzierungen (Jahr, Titel, Album, Platzierungen, Wochen, Auszeichnungen, Anmerkungen) | Höchstplatzierung, Gesamtwochen, AuszeichnungChartplatzierungen (Jahr, Titel, Album, Platzierungen, Wochen, Auszeichnungen, Anmerkungen) | Höchstplatzierung, Gesamtwochen, AuszeichnungChartplatzierungen (Jahr, Titel, Album, Platzierungen, Wochen, Auszeichnungen, Anmerkungen) | Anmerkungen      |
| Jahr | Titel Album                                                | UK | US | R&B | Anmerkungen      |
| ---- | ---------------------------------------------------------- | --- | --- | --- | ---------------- |
| 1971 | It’s So Hard For Me To Say Good-Bye All By Myself          | — | US88 (3 Wo.)US | R&B37 (6 Wo.)R&B |                  |
| 1971 | Can I All By Myself                                        | — | — | R&B37 (3 Wo.)R&B |                  |
| 1972 | Eddie’s Love People... Hold On                             | — | US77 (8 Wo.)US | R&B35 (6 Wo.)R&B |                  |
| 1972 | If You Let Me People... Hold On                            | — | US71 (8 Wo.)US | R&B35 (14 Wo.)R&B |                  |
| 1972 | Girl, You Need a Change of Mind (Part 1) People... Hold On | — | US87 (3 Wo.)US | R&B13 (8 Wo.)R&B |                  |
| 1973 | Darling, Come Back Home Eddie Kendricks                    | — | US67 (5 Wo.)US | R&B26 (8 Wo.)R&B |                  |
| 1973 | Keep on Truckin’ (Part 1) Eddie Kendricks                  | UK18 (14 Wo.)UK | US1 (19 Wo.)US | R&B1 (16 Wo.)R&B |                  |
| 1973 | Boogie Down                                                | UK39 (4 Wo.)UK | US2 (18 Wo.)US | R&B1 (19 Wo.)R&B |                  |
| 1974 | Son Of Sagittarius Boogie Down                             | — | US28 (8 Wo.)US | R&B5 (14 Wo.)R&B |                  |
| 1974 | Tell Her Love Has Felt the Need Boogie Down                | — | US50 (10 Wo.)US | R&B8 (15 Wo.)R&B |                  |
| 1974 | One Tear For You                                           | — | US71 (8 Wo.)US | R&B8 (11 Wo.)R&B |                  |
| 1975 | Shoeshine Boy For You                                      | — | US18 (18 Wo.)US | R&B1 (16 Wo.)R&B |                  |
| 1975 | Get the Cream Off Top The Hit Man                          | — | US50 (8 Wo.)US | R&B7 (14 Wo.)R&B |                  |
| 1975 | Happy The Hit Man                                          | — | US66 (13 Wo.)US | R&B8 (16 Wo.)R&B |                  |
| 1976 | He’s a Friend He’s A Friend                                | — | US36 (12 Wo.)US | R&B2 (16 Wo.)R&B |                  |
| 1976 | Get It While It’s Hot He’s A Friend                        | — | — | R&B24 (14 Wo.)R&B |                  |
| 1976 | Goin’ Up In Smoke                                          | — | — | R&B30 (14 Wo.)R&B |                  |
| 1977 | Intimate Friends Slick                                     | — | — | R&B24 (14 Wo.)R&B |                  |
| 1978 | Ain’t No Smoke Without Fire Vintage ’78                    | — | — | R&B13 (14 Wo.)R&B |                  |
| 1978 | The Best Of Strangers Vintage ’78                          | — | — | R&B49 (12 Wo.)R&B |                  |
| 1980 | I Just Want To Be The One In Your Life Something More      | — | — | R&B87 (3 Wo.)R&B |                  |
| 1981 | Oh I Need Your Lovin Love Keys                             | — | — | R&B41 (8 Wo.)R&B |                  |
| 1984 | Surprise Attack –                                          | — | — | R&B87 (6 Wo.)R&B |                  |
| 1987 | I Couldn’t Believe It Ruffin & Kendrick                    | UK85 (1 Wo.)UK | — | R&B14 (16 Wo.)R&B | mit David Ruffin |
| 1988 | One More For The Lonely Hearts Club Ruffin & Kendrick      | — | — | R&B43 (10 Wo.)R&B | mit David Ruffin |

Weitere Singles
- 1977: Born Again